# Nadia Gautschi
Nadia Gautschi, född 20 april 1954, är en schweizisk bågskytt. Hon deltog vid olympiska sommarspelen 1988.